# Íngrid Betancourt
Íngrid Betancourt Pulecio (Bogotà, 25 dicembre 1961) è una politica colombiana.
Figlia di un ex ministro dell'educazione e di un'ex senatrice, ha vissuto all'estero la maggior parte della propria vita, soprattutto in Francia, dove ha studiato presso l'Institut d'études politiques di Parigi. Militante nella difesa dei diritti umani, ha fondato il partito di centro-sinistra "Partido Verde Oxígeno". È stata rapita il 23 febbraio 2002 dalla guerriglia delle Forze Armate Rivoluzionarie della Colombia (FARC) e liberata dalla prigionia il 2 luglio 2008, più di 6 anni dopo la data del sequestro. In Spagna le è stato conferito il Premio Principe delle Asturie (in spagnolo Premio Principe de Asturias) per la Concordia con la motivazione: "impersona tutti coloro che nel mondo sono privati della libertà a causa della difesa dei diritti umani e la lotta contro la violenza terrorista, la corruzione e il narcotraffico".

## Biografia
Íngrid nasce a Bogotà. Sua madre, Yolanda Pulecio, è un'ex Miss Colombia e una senatrice eletta dal collegio dei quartieri meridionali della capitale colombiana. Suo padre, Gabriel Betancourt, è stato ministro durante la dittatura del generale Gustavo Rojas Pinilla e sotto la presidenza Lleras Restrepo, assistente direttore dell'UNESCO, quindi ambasciatore della Colombia presso la medesima istituzione delle Nazioni Unite a Parigi, dove Íngrid è cresciuta, e capo della Commissione per la Formazione dell'Alleanza per il Progresso a Washington, sotto la presidenza di John Fitzgerald Kennedy.
Dopo essersi diplomata all'Institut d'Études Politiques de Paris (noto anche come Sciences Po), sposa un compagno di studi e hanno due figli, Melanie e Lorenzo. Attraverso il matrimonio Íngrid acquisisce anche la cittadinanza francese. Il marito è un diplomatico francese e questo porta la coppia a vivere in diversi paesi, inclusa la Nuova Zelanda. Dopo l'omicidio di Luis Carlos Galán, candidato alle elezioni presidenziali colombiane con un programma elettorale di lotta al narcotraffico, Íngrid decide di far ritorno in Colombia (1989). Dal 1990 lavora presso il ministero delle finanze, da cui si dimette per intraprendere una carriera politica.
Nella sua prima campagna elettorale distribuisce preservativi, presentando la sua candidatura come un "preservativo contro la corruzione". Il collegio sud di Bogotà la elegge, anche grazie all'aiuto della madre, ancora ben conosciuta nei quartieri, che l'aiuta nella campagna elettorale. Viene eletta nella Camera di Rappresentanti nel 1994 e lancia un proprio partito politico, il "Partido Verde Oxígeno". Durante il suo mandato critica l'amministrazione Samper, accusato di corruzione (caso Galil) e di aver accettato denaro riciclato dai narcotrafficanti durante la propria campagna elettorale. In questo periodo divorzia dal marito francese e si sposa nuovamente, con un colombiano. Si candida senatrice alle elezioni del 1998 e in quella tornata elettorale raccoglie un numero di voti di preferenza superiore a ogni altro candidato. Riceve minacce di morte, che la spingono, attraverso l'aiuto dell'ex marito, a mandare i figli a vivere in Nuova Zelanda.
Quello stesso anno le elezioni presidenziali vengono vinte da Andrés Pastrana Arango, che ha anche il sostegno della Betancourt. Successivamente lei accuserà Pastrana di non aver mantenuto molte delle promesse fatte per ottenerne l'appoggio. Dopo le elezioni del 1998 Íngrid scrisse un libro di memorie. Non poté essere pubblicato immediatamente in Colombia, uscì dapprima in Francia con il titolo di La rage au cœur ("La rabbia nel cuore") e successivamente in Spagna, in Colombia e nel mondo latino-americano con il titolo La rabia en el corazón e, nel 2002, in inglese col titolo Until Death Do Us Part ("Finché morte non ci separi") mentre in Italia, nello stesso anno venne pubblicato da Sonzogno, col titolo Forse mi uccideranno domani. Come parte della sua campagna elettorale del 2002 (le elezioni vinte da Álvaro Uribe Vélez), Íngrid volle andare nella zona smilitarizzata di San Vicente del Caguán per incontrarsi con le FARC.
Questa decisione non era insolita all'epoca, e molti sono stati i personaggi pubblici che hanno approfittato dell'esistenza della zona smilitarizzata - creata da Pastrana per soddisfare una pre-condizione posta dalle FARC a qualsiasi negoziato - per incontrarsi con esponenti delle FARC. Tuttavia, a tre anni di distanza dalla creazione della zona smilitarizzata e dall'avvio delle trattative, i colloqui di pace tra FARC e governo giunsero a uno stallo. Sin dall'inizio le FARC si rifiutarono di concedere una tregua durante i negoziati stessi, né vollero concedere ispezioni da parte di rappresentanti della comunità internazionale. Secondo i critici della scelta di Pastrana, la zona smilitarizzata si è trasformata in un'area sicura per le FARC, che vi hanno imposto la loro visione sociale rivoluzionaria comunista.
Nel febbraio 2002 un aereo in volo da Florencia a Bogotà (circa 1000 km) fu dirottato da membri delle FARC e costretto ad atterrare vicino alla cittadina di Neiva: molti dei passeggeri furono sequestrati, tra cui un membro del Congresso. In conseguenza di ciò, Pastrana annullò le trattative con le FARC e revocò la zona smilitarizzata, accusando le FARC di avere rotto i termini del negoziato e di aver approfittato della zona smilitarizzata per crescere in forza militare e organizzazione logistica.
Nel 2002 la Betancourt era candidata alle elezioni presidenziali della Colombia e insieme con un altro candidato, voleva visitare la zona smilitarizzata, nonostante l'interruzione delle trattative, e chiese di esservi portata da un aereo militare. Il presidente Pastrana e altri ufficiali rifiutarono la sua richiesta, sostenendo che né il governo né l'esercito colombiano avrebbero potuto garantire la loro sicurezza durante le operazioni militari tese a riprendere il controllo della zona. Inoltre il suo essere candidata era d'ostacolo; soddisfare la sua richiesta avrebbe anche significato che il governo in carica impiegava risorse per sostenere l'interesse politico privato dei due candidati.

### Il rapimento

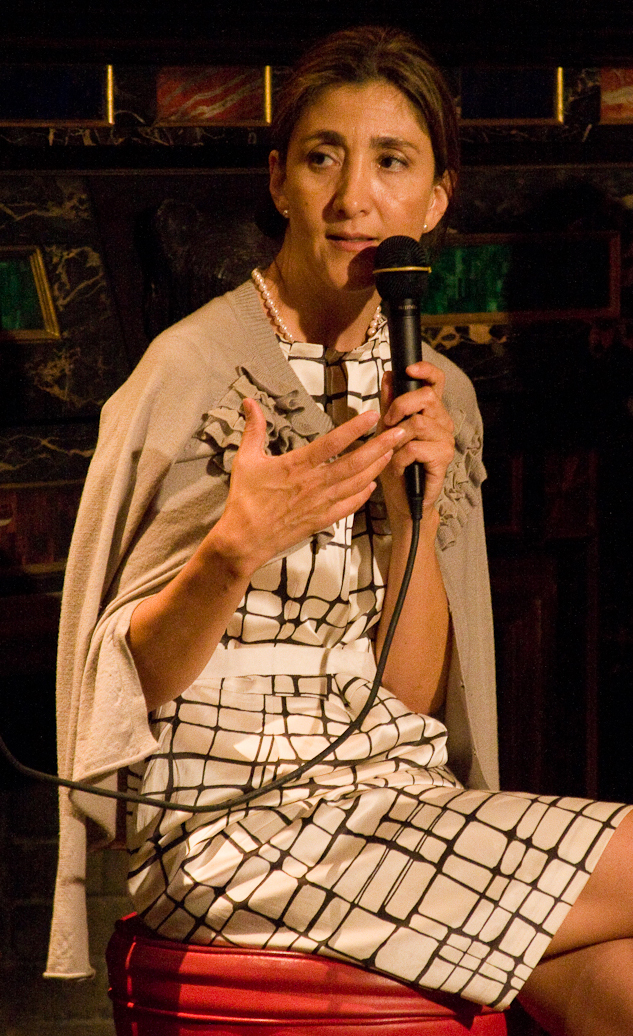
Íngrid Betancourt

Vistasi negare il supporto governativo, Íngrid Betancourt decise di recarsi nella zona smilitarizzata via terra, insieme con la sua candidata-vice Clara Rojas e a un gruppo di persone del suo staff. Il 23 febbraio 2002 fu fermata dall'ultimo posto di blocco militare prima di entrare nell'ex zona smilitarizzata. Gli ufficiali insistettero per convincere il gruppo a non proseguire fino a San Vicente del Caguán, il paese usato come base degli incontri durante le trattative. Il gruppo proseguì il viaggio e la Betancourt venne sequestrata da uomini delle FARC che la tennero in ostaggio. Il suo nome rimase in lista per le elezioni nonostante il sequestro; raccolse meno dell'1% dei voti.
Nelle prime trattative, le FARC chiesero la formalizzazione di uno scambio di prigionieri: 60 ostaggi politici contro la liberazione di 500 uomini delle FARC detenuti nelle carceri colombiane. Inizialmente l'amministrazione del neoeletto presidente Uribe escluse ogni trattativa in assenza di un cessate-il-fuoco preventivo e spinse per un'azione di salvataggio basata sulla forza, ma i parenti di Íngrid e di molti altri ostaggi - tenuto anche conto dell'inaccessibilità delle regioni montane e forestali dove gli ostaggi sono trattenuti - respinsero decisamente questa opzione, temendone un esito infausto, simile all'episodio del sequestro del governatore del dipartimento di Antioquia, Guillermo Gaviria Correo, che le FARC uccisero non appena consapevoli della presenza dell'esercito nella loro zona.
Nell'agosto del 2004, dopo alcune false partenze e di fronte al montare delle proteste dei parenti dei sequestrati, degli ex-presidenti liberali Alfonso López Michelsen e Ernesto Samper e dell'opinione pubblica, sempre più convinta dell'opportunità e della validità umanitaria dello scambio di prigionieri, il governo Uribe sembra ammorbidire le proprie posizioni annunciando di voler porre il 23 luglio alle FARC una proposta formale di liberare 50-60 prigionieri in cambio degli ostaggi politici e militari. Il governo si sarebbe impegnato a fare la prima mossa, rilasciando i prigionieri condannati per rivolta e concedendo loro di lasciare il paese o di aderire a programmi di reinserimento sociale. Le FARC avrebbero quindi rilasciato gli ostaggi in loro mano, tra cui Íngrid Betancourt. La proposta godeva del pubblico appoggio e del supporto dei governi francese e svizzero.
La mossa venne apprezzata da diversi parenti dei sequestrati e da vari personaggi del mondo politico colombiano. Anche molti dei critici, che vi vedevano più una mossa propagandistica di Uribe, giudicarono il piano come praticabile. Le FARC rilasciarono un comunicato il successivo 20 agosto in cui smentivano di essere state contattate in anticipo dal governo svizzero (come il governo colombiano aveva dichiarato). Nella nota auspicavano il raggiungimento di un'intesa apprezzando il fatto che il governo Uribe avesse fatto una proposta, tuttavia criticarono la proposta perché non prevedeva la possibilità ai prigionieri rilasciati di decidere di tornare a militare nelle file delle FARC.
Il 5 settembre successivo la stampa colombiana pubblicò quella che venne considerata una contro-proposta delle FARC. In essa si chiedeva al governo di individuare una zona franca per 72 ore di tregua, in cui i negoziatori governativi e gli ufficiali delle FARC avrebbero potuto incontrarsi faccia a faccia per discutere lo scambio di prigionieri. Il primo giorno sarebbe stato dedicato a raggiungere la località, il secondo alla trattativa e il terzo all'abbandono dell'area da parte dei guerriglieri. Al governo fu indicata una rosa di possibili località del Dipartimento di Caquetá - Peñas Coloradas, El Rosal o La Tuna - in cui l'influenza politica delle FARC è forte e chiara. Qualcuno speculò che le FARC avrebbero potuto minare i terreni o predisporre trappole attorno alle guarnigioni militari locali durante la tregua.
La proposta delle FARC di incontrarsi col governo fu vista molto positivamente da Yolanda Pulecio, la madre di Íngrid, che vi vide un segno di "progresso",[...] "esattamente come il governo può incontrarsi con le forze paramilitari (di estrema destra), può anche incontrarsi con gli altri, che sono terroristi allo stesso modo". Nel febbraio 2006 vi fu un appello del governo francese ad accettare uno scambio di prigionieri approvato dal governo di Bogotà e liberare i prigionieri trattenuti da meno di sette anni. Il ministro degli esteri francese Philippe Douste-Blazy disse che "era compito delle FARC dimostrare la serietà delle loro intenzioni di rilasciare l'ex candidata alle presidenziali Íngrid Betancourt e altri detenuti". In un'intervista con il giornale francese L'Humanité del giugno 2006, Raul Reyes, un leader delle FARC ebbe a dichiarare la Betancourt "sta bene, nei limiti della situazione in cui si trova. Non è facile essere privati della propria libertà".
Nel maggio 2007 un poliziotto sequestrato, John Frank Pinchao, è riuscito a fuggire dalla prigionia e ha dichiarato di essere stato detenuto nello stesso campo di prigionia della Betancourt. Ha inoltre visto Clara Rojas, che durante la prigionia ha dato alla luce un figlio, Emmanuel. Il 17 maggio 2007 è stata resa nota la notizia, riportata da un poliziotto sfuggito alla prigionia, che la Betancourt sarebbe ancora viva.. Il 30 novembre 2007 il governo colombiano ha dichiarato che era stato trovato un video recente con la Betancourt ancora viva.

### La liberazione
Il 2 luglio 2008 è stata resa nota la notizia della sua liberazione avvenuta, secondo quanto riferito dal ministro colombiano, a seguito di un'operazione di intelligence, denominata Operazione Jaque e condotta da una task force dell'esercito colombiano. Non sono mancate le ipotesi su di un possibile riscatto di 20 milioni di dollari (non confermato, però, dalle FARC) pagato dagli Stati Uniti per il rilascio del gruppo di ostaggi in cui erano presenti, oltre alla Betancourt, anche tre presunti agenti dell'FBI. Ipotesi al momento smentite da diverse documentazioni che dimostrerebbero come in realtà non fossero dell'FBI, non lavorassero per l'FBI e soprattutto non fossero “mercenari”, bensì erano civili, dipendenti della California Microwave System, sussidiaria dell'americana Northrop Grumman (presente anche in Italia), che aveva e ha contratti con il Dipartimento della Difesa degli Stati Uniti.

### Ritorno alla politica
Betancourt si è candidata alla Presidenza della Colombia per la seconda volta nel gennaio 2022, ma a giugno ha deciso di ritirare la candidatura.

## Onorificenze
- Cittadinanza onoraria di Monselice (PD)
- Cittadinanza onoraria di Arco (TN)
- Cittadinanza onoraria di Vercelli dal 2002
- Cittadinanza onoraria di Sant'Andrea del Garigliano (FR)